# La Panthère des neiges (livre)
Pour le film français de 2021, voir La Panthère des neiges.
La Panthère des neiges est un récit de Sylvain Tesson publié le 10 octobre 2019 aux éditions Gallimard et qui a reçu le prix Renaudot la même année.
Parti à l'affût des dernières panthères des neiges sur les hauts plateaux du Tibet avec le photographe animalier Vincent Munier, l'auteur relate dans son récit de voyage l'approche et les rares apparitions de l'animal en y mêlant ses réflexions sur l'état du monde et son expérience intime de la perte de deux personnes proches que la panthère lui évoque. Ce livre, globalement bien accueilli par la critique littéraire, remporte la première place au palmarès 2019 des meilleures ventes de livres francophones en librairies.
Un film documentaire du même nom, coréalisé par Marie Amiguet et Vincent Munier, est sorti au cinéma en 2021.

## Historique

### Genèse du livre
Le livre est le fruit des voyages que Sylvain Tesson a faits sur le plateau du Changtang au Tibet en 2018 et 2019 avec le photographe animalier Vincent Munier pour partir à l'affût de l'un des plus rares félins, la panthère des neiges,. Pour son nouvel ouvrage photographique, Vincent Munier demande à Sylvain Tesson de l'accompagner afin de légender à leur retour les images du livre que sera Tibet, minéral animal paru en 2018 aux éditions Kobalann. Marqué par cette expérience d'introspection et d'immobilité, l'écrivain-voyageur décide d'écrire un récit personnel sur sa rencontre avec la panthère des neiges mêlée à la disparition de sa mère, Marie-Claude Tesson-Millet, morte en 2014,.

### Ventes et prix littéraires
Le 4 novembre 2019, le livre obtient le prix Renaudot — alors même qu'il ne figurait pas dans la liste des sélectionnés, — au second tour de scrutin par six voix contre deux à La Part du fils de Jean-Luc Coatalem et deux à Pourquoi tu danses quand tu marches ? d'Abdourahman Waberi,. C'est la deuxième année consécutive qu'une telle situation se produit pour ce prix littéraire, après l'obtention du prix en 2018 par Valérie Manteau pour Le Sillon.
Dès sa parution, les 60 000 exemplaires de la première édition se vendent en quelques jours. Devenu la « coqueluche des médias », Sylvain Tesson bénéficie d'une grande couverture dans ceux-ci, effectuant des passages notamment à La Grande Librairie de François Busnel sur France 5 le 9 octobre, à On n'est pas couchés de Laurent Ruquier sur France 2 le 3 novembre et des interventions dans diverses radios, entraînant un nouveau tirage de 200 000 exemplaires. Le livre devient alors le phénomène de librairie de la rentrée littéraire 2019, au point de la « vampiriser » selon les libraires,. L'obtention du Renaudot amplifie la tendance, au point d'influencer également de façon majeure les ventes du livre de photographies de Vincent Munier, Tibet, minéral animal paru un an plus tôt. Pendant trois mois, le livre reste dans les deux ou trois premières places des classements des meilleures ventes de livres en France, derrière le nouvel album d'Astérix, La Fille de Vercingétorix et le roman Tous les hommes n'habitent pas le monde de la même façon de Jean-Paul Dubois, qui a reçu le prix Goncourt en 2019,,. Mi-décembre, le livre atteint les 300 000 exemplaires vendus,. À l'issue des bilans annuels de l'édition, le palmarès L'Express-RTL, réalisé en collaboration avec Tite Live, indique qu'ayant atteint près de 500 000 exemplaires, La Panthère des neiges est le livre francophone (hors bandes dessinées) le plus vendu en librairies et espaces culturels (à l'exclusion des grandes surfaces) de l'année 2019, devant le roman de Jean-Paul Dubois, lauréat du prix Goncourt, et Sérotonine de Michel Houellebecq,.

## Résumé
L’écrivain-voyageur Sylvain Tesson part avec le photographe animalier Vincent Munier, la réalisatrice Marie Amiguet — compagne de Munier — et Léo-Pol Jacquot, leur assistant et ancien étudiant en philosophie, sur le haut plateau du Changtang, au Tibet, à la recherche de la panthère des neiges — saâ en tibétain —, mystérieuse et menacée, dont il n’existe plus que quelques milliers d’individus. La « bande des quatre » arrive à Yushun, dans la province du Qinghai, en février, pour aller à l’affût de l’animal dans une vallée près de Zadoï, aux sources du fleuve Mékong. Ils campent dans différents sites et refuges sommaires situés entre 4 000 m et 5 000 m d’altitude, souvent par −20 °C. Après dix jours infructueux, consacrés surtout à l’observation des yacks domestiques, ainsi qu’aux rares apparitions de chèvres bleues ou bharals, d’antilopes tibétaines, d’ânes sauvages du Tibet, de loups de l’Himalaya, de renards du Tibet, de pikas ou de chats de Pallas, le groupe décide de se rendre plus au nord-ouest pour gravir le piémont sud des monts Kunlun — près du lac Yaniugol — et voir d’importants troupeaux de yacks sauvages. De retour une semaine plus tard au camp de base de Zadoï, Tesson et ses amis s’engagent dans une vallée d’un affluent du Mékong – là, à trois reprises, la panthère leur apparaît et se laisse observer longuement.

Ce voyage est, comme pour ses précédents livres Dans les forêts de Sibérie et Sur les chemins noirs, l’occasion pour Sylvain Tesson de décrire son environnement géographique et humain, de formuler de nouveaux aphorismes et de faire part de ses réflexions sur le monde actuel, sur sa dégradation et sa technologisation qui heurtent son éthique et son esthétique personnelles. Mais plus encore, la quête de cet animal menacé et souverain évoque profondément en lui la disparition de sa mère Marie-Claude Tesson — médecin et fondatrice du Quotidien du médecin, morte en 2014 — et la perte d’une femme dont il était amoureux, « une fille tiède et blanche vivant dans la forêt des Landes », proche de la nature et de ses chevaux, qu’il n’a pas pu garder à ses côtés : 

« Cette bête, songe fugace, était le totem des êtres disparus. Ma mère emportée, la fille en allée : chaque apparition me les avait ramenées. »

C’est à ces femmes aimées qu’il dédie les apparitions de la panthère des neiges. Cette dernière lui révèle indirectement la philosophie de l’affût et de l’immobilité, lui qui est en perpétuel mouvement.

## Accueil de la critique
Pour Alexandra Schwartzbrod dans Libération, l'intérêt du livre, qualifié d'« ode au silence », tient aussi à l'attachement que les lecteurs ont pour l'écrivain : « Sylvain Tesson devenu un véritable personnage qui existe autant que son œuvre littéraire avec ses fracas et ses aphorismes incendiaires sur ses contemporains, sa casquette et sa pipe de vieil ermite qui oscillerait entre déclinisme et folle envie de vivre ».
Éric de Kermel, dans La Croix, pense que le succès du livre est à mettre en perspective avec les préoccupations écologiques de l'époque ainsi que la mise en avant d'un contre-modèle sociétal faisant « l'éloge de la lenteur, de la patience, du silence, de l'amour tendre » grâce à la capacité qu'a l'auteur à « raconter la fragile beauté du monde ». Dans son ensemble, la presse régionale fait également bon accueil au livre mettant généralement en avant la quête à « contre-courant du monde moderne » de l'auteur et son « plaidoyer pour la conservation du monde,,, ». Pour la revue en ligne L'Inactuelle c'est un « livre blanc sur l'usure et la souillure du monde, un requiem pour la beauté. Et un rendez-vous d'amour ».
La tribune littéraire du Masque et la Plume est plus partagée sur son jugement du livre : si pour Jean-Claude Raspiengeas il s'agit d'« un livre admirable, […], l'un des plus beaux de la rentrée » et pour Frédéric Beigbeder d'« une gourmandise d'écriture » remplie de « bonheurs d'expression », en revanche Michel Crépu malgré les « belles phrases […] de ce récit lyrique et poétique » n'arrive pas « à avoir le sentiment du vrai » tandis que Patricia Martin, plus réservée, questionne la « frénésie de l'attente » de l'auteur dans ce qu'elle qualifie de « livre de mec »,.
Au Canada, le journal québécois Le Devoir considère que « La Panthère des neiges est une leçon de regard, mais aussi un pudique récit de deuil. Celui de sa mère, d'abord, et celui d'un amour perdu. Fantômes que fait revivre chacune des apparitions de cette bête lumineuse ». Plus partagé, le Club de lecture de la radio québécoise ICI Radio-Canada Première, bien qu'appréciant globalement l'ouvrage et le conseillant à ses auditeurs, note que le livre « s'étiole un peu au fil de la lecture » notamment en raison d'un « étalage excessif de l'érudition et […] de l'utilisation de trop nombreux clichés ».
À l'issue de l'année 2019, Paris Match intègre, à la sixième place, La Panthère des neiges dans les dix romans les plus marquants de l'année.

## Documentaire
Les éditions Kobalann et la société de production cinématographique Paprika Films annoncent à la fin décembre 2019, qu'un documentaire intitulé Promesse de l'invisible, écrit et réalisé par Marie Amiguet et coécrit avec Vincent Munier, sortira sur grand écran durant l'année 2020. Il retracera l'expédition du groupe et sa quête de l'observation de la panthère dans les hauts plateaux tibétains.
Finalement, c'est un film documentaire homonyme qui sort en décembre 2021. Il remporte notamment le César du meilleur film documentaire aux César de 2022.

## Éditions
- Éditions Gallimard, 2019  (ISBN 978-2-07-282232-2), 176 p.[33].
- Éditions Gallimard, coll. « Folio », 2021  (ISBN 978-2-07-293649-4), 192 p.